# Hays converter
La Hays converter est une race bovine du Canada.

## Origine
Cette race a été créée dans la province de l'Alberta. Elle résulte du croisement de hereford, holstein et brown swiss. 
Le sénateur Harry Hays a créé cette race dans les années 70,dans son ranch près de Calgary. Harry Hays constatant que le marché voulait des bœufs à un poids de 550 kg, décida de créer une race apte à produire cette viande dans le minimum de temps, moins d'un an. Pour cela, il fallait la meilleure efficacité de transformation d'herbe en viande, venue de races bouchères, mais aussi, une longue et forte lactation pour assurer la finition des veaux, critère trouvé dans les races laitières. Elle est la première race purement canadienne reconnue en 1975.

## Morphologie
C'est une race majoritairement pie noire, bien qu'il existe une proportion de pie rouge. La répartition de la couleur et du blanc est la même que pour la hereford, le blanc couvrant la tête, le ventre et les pattes.

## Aptitudes
Elle est bien adaptée au climat continental qui sévit en Alberta.
Les animaux ont de bons aplombs (pieds et pattes) pour une exploitation optimale du pâturage extensif. Les vaches sont fertiles, bonnes laitières et leur maturité sexuelle précoce.